# 岩崎元郎
岩崎 元郎（いわさき もとお、1945年 - ）は、日本の登山家。登山教室「無名山塾」主宰。

## 経歴
東京都品川区大井町に生まれる。東京理科大学中退。1963年、18歳で昭和山岳会に入会後、1970年、山岳同人「蒼山会」を創立、1981年、ヒマラヤのニルギリ南峰登山に登山隊長として参加するも敗退。同年11月に登山教室「無名山塾」を設立、著述や講演も通じて登山者の啓発活動に従事。中高年登山ブームの到来により、安易かつ危険な登山が増えていることに警鐘を鳴らしている。

## 著書
- 『沢登りの本』（1983年、白水社）
- 『日本百名谷』（1983年、白山書房、関根幸次、中庄谷直との共著）
- 『山で困ったときのテクニック』（1990年、山と溪谷社）
- 『山登りでも始めてみようか』（1991年、山と溪谷社）
- 『すぐ役立つこれで安心登山術』（1995年、東京新聞出版局）
- 『中高年のための登山学』（1995年、日本放送出版協会）
- 『日本百名山を楽しく登る』（1999年、山と溪谷社）
- 『はじめの一山 岩崎元郎の日本百名山』（2001年、弘済出版社）
- 『からだの喜ぶ山歩き』（2001年、リヨン社）
- 『登山不適格者』（2003年、日本放送出版協会）
- 『岩崎元郎の「新日本百名山」登山ガイド 決定版』（2006年、山と溪谷社）
- 『間違いだらけの山登り』（2006年、PHP研究所）
- 『ぼくの新日本百名山』（2007年、朝日新聞社）

### 編著
- 『日本登山大系』全35巻　柏瀬祐之, 小泉弘共編. 白水社, 1980
- 『雪山 入門とガイド』（1989年、山と溪谷社）
- 『夏山 入門とガイド』（1993年、山と溪谷社）
- 『中高年のための登山学Q&A』（1996年、日本放送出版協会）
- 『女性の山 もっと素敵に』（2000年、かもがわ出版）
- 『日本百名谷』（1983年、白山書房）
- 『雪山登山』（2001年、山と溪谷社）
- 『岩崎元郎校長の決定版登山学』（2004年、山と溪谷社）